# Junior-VM i håndbold 1999 (mænd)
Juniorverdensmesterskabet i håndbold for mænd 1999 var det 12. junior-VM i håndbold for mænd, og turneringen med deltagelse af 17 hold afvikledes i Qatar i perioden 23. august – 5. september 1999.
Turneringen blev vunder af Danmark, som i finalen besejrede Sverige med 26-22 efter forlænget spilletid. Bronzemedaljerne gik til Egypten, som i bronzekampen vandt 32-31 efter forlænget spilletid over Frankrig.

## Resultater
De 16 deltagende hold var inddelt i fire grupper med fire eller fem hold i hver, og i hver gruppe spillede holdene en enkeltturnering alle-mod-alle. De fire gruppevindere, de fire -toere og de fire -treere gik videre til kampene om placeringerne 1-12, mens holdene, der sluttede som nr. 4 eller 5 i hver gruppe, spillede videre i kampene om 13.- til 17.-pladsen.

### Indledende runde

#### Gruppe A
| Dato                | Kamp                | Res.  | Pause | Spillested |
| ------------------- | ------------------- | ----- | ----- | ---------- |
|                     | Spanien – Brasilien | 24–19 | 11-70 |            |
| Sverige – Rusland   | 33–27               | 15-14 |       |            |
|                     | Brasilien – Sverige | 23–29 | 11-17 |            |
| Rusland – Norge     | 27–20               | 12-10 |       |            |
|                     | Sverige – Norge     | 29–22 | 12-11 |            |
| Spanien – Rusland   | 26–27               | 15-12 |       |            |
|                     | Norge – Spanien     | 27–27 | 17-13 |            |
| Rusland – Brasilien | 28–24               | 15-12 |       |            |
|                     | Norge – Brasilien   | 21–25 | 08-11 |            |
| Spanien – Sverige   | 21–25               | 07-11 |       |            |

| Hold      | Kampe | Mål     | Point |
| --------- | ----- | ------- | ----- |
| Sverige   | 4     | 116-930 | 8     |
| Rusland   | 4     | 109-103 | 6     |
| Spanien   | 4     | 98-98   | 3     |
| Brasilien | 4     | 091-102 | 2     |
| Norge     | 4     | 090-108 | 1     |

#### Gruppe B
| Dato                | Kamp                | Res.  | Pause | Spillested |
| ------------------- | ------------------- | ----- | ----- | ---------- |
|                     | Frankrig – Ungarn   | 22–22 | 11-90 |            |
| Portugal – Kroatien | 29–25               | 14-12 |       |            |
|                     | Ungarn – Portugal   | 20–22 | 10-13 |            |
| Kroatien – Frankrig | 23–26               | 8-7   |       |            |
|                     | Frankrig – Portugal | 27–20 | 12-90 |            |
| Ungarn – Kroatien   | 20–24               | 15-12 |       |            |

| Hold     | Kampe | Mål   | Point |
| -------- | ----- | ----- | ----- |
| Frankrig | 3     | 75-65 | 5     |
| Portugal | 3     | 71-72 | 4     |
| Kroatien | 3     | 72-75 | 2     |
| Ungarn   | 3     | 62-68 | 1     |

#### Gruppe C
| Dato                      | Kamp                | Res.  | Pause | Spillested |
| ------------------------- | ------------------- | ----- | ----- | ---------- |
|                           | Qater – Jugoslavien | 18–32 | 09-14 |            |
| New Zealand – Egypten     | 07–69               | 04-32 |       |            |
|                           | Egypten – Qatar     | 30–26 | 13-11 |            |
| Jugoslavien – New Zealand | 69–50               | 32-10 |       |            |
|                           | Qatar – New Zealand | 84–10 | 43-30 |            |
| Jugoslavien – Egypten     | 25–28               | 14-14 |       |            |

| Hold        | Kampe | Mål     | Point |
| ----------- | ----- | ------- | ----- |
| Egypten     | 3     | 127-580 | 6     |
| Jugoslavien | 3     | 126-510 | 4     |
| Qatar       | 3     | 128-720 | 2     |
| New Zealand | 3     | 022-222 | 0     |

#### Gruppe D
| Dato                  | Kamp                 | Res.  | Pause | Spillested |
| --------------------- | -------------------- | ----- | ----- | ---------- |
|                       | Grækenland – Danmark | 20–25 | 09-15 |            |
| Israel – Tunesien     | 19–19                | 07-11 |       |            |
|                       | Danmark – Israel     | 30–15 | 17-80 |            |
| Tunesien – Grækenland | 19–19                | 05-10 |       |            |
|                       | Grækenland – Israel  | 18–17 | 10-70 |            |
| Danmark – Tunesien    | 24–19                | 12-11 |       |            |

| Hold       | Kampe | Mål   | Point |
| ---------- | ----- | ----- | ----- |
| Danmark    | 3     | 79-54 | 6     |
| Grækenland | 3     | 57-61 | 3     |
| Tunesien   | 3     | 57-62 | 2     |
| Israel     | 3     | 51-67 | 1     |

### Hovedrunde
I hovedrunden samledes de fire gruppevindere, de fire -toere og de fire -treere fra den indledende runde i gruppe I og II. I hver gruppe spillede holdene en enkeltturnering alle-mod-alle, og de to gruppevindere og de to -toere kvalificerede sig til semifinalerne, mens treerne gik videre til placeringskamp om femtepladsen. De to firere gik videre til kampen om syvendepladsen, de to femmere til kampen om niendepladsen og de to seksere til kampen om 11.-pladsen. Resultater af indbyrdes opgør mellem hold fra samme indledende gruppe blev overført til hovedrunden, så holdene ikke skulle mødes igen.

#### Gruppe I
| Dato               | Kamp               | Res.  | Pause | Spillested |
| ------------------ | ------------------ | ----- | ----- | ---------- |
|                    | Sverige – Kroatien | 22–21 | 11-11 |            |
| Rusland – Portugal | 28–27              | 15-13 |       |            |
| Spanien – Frankrig | 25–24              | 10-11 |       |            |
|                    | Portugal – Sverige | 20–24 | 08-11 |            |
| Frankrig – Rusland | 25–23              | 13-13 |       |            |
| Kroatien – Spanien | 21–26              | 12-13 |       |            |
|                    | Spanien – Portugal | 24–16 | 12-60 |            |
| Rusland – Kroatien | 32–25              | 18-11 |       |            |
| Sverige – Frankrig | 28–17              | 12-10 |       |            |

| Hold     | Kampe | Mål     | Point |
| -------- | ----- | ------- | ----- |
| Sverige  | 5     | 132-106 | 10    |
| Frankrig | 5     | 119-119 | 6     |
| Spanien  | 5     | 122-113 | 6     |
| Rusland  | 5     | 137-136 | 6     |
| Portugal | 5     | 112-128 | 2     |
| Kroatien | 5     | 115-135 | 0     |

#### Gruppe II
| Dato                 | Kamp                     | Res.  | Pause | Spillested |
| -------------------- | ------------------------ | ----- | ----- | ---------- |
|                      | Jugoslavien – Grækenland | 30–25 | 15-14 |            |
| Qatar – Danmark      | 17–26                    | 08-16 |       |            |
| Egypten – Tunesien   | 29–24                    | 12-15 |       |            |
|                      | Danmark – Jugoslavien    | 34–19 | 19-50 |            |
| Tunesien – Qatar     | 24–23                    | 11-80 |       |            |
| Grækenland – Egypten | 29–29                    | 14-14 |       |            |
|                      | Jugoslavien – Tunesien   | 20–20 | 8-8   |            |
| Qatar – Grækenland   | 17–31                    | 07-14 |       |            |
| Egypten – Danmark    | 19–29                    | 07-13 |       |            |

| Hold        | Kampe | Mål     | Point |
| ----------- | ----- | ------- | ----- |
| Danmark     | 5     | 138-940 | 10    |
| Egypten     | 5     | 135-133 | 7     |
| Jugoslavien | 5     | 126-125 | 5     |
| Grækenland  | 5     | 124-120 | 4     |
| Tunesien    | 5     | 106-115 | 4     |
| Qatar       | 5     | 101-143 | 0     |

### Placeringsrunde
Placeringsrunden om 13.- til 17.-pladsen havde deltagelse af de fem hold, der endte på fjerde- eller femtepladserne i de indledende grupper. Holdene spillede en enkeltturnering alle-mod-alle, bortset fra et resultatet af det indbyrdes opgør mellem de to hold fra gruppe A blev overført til placeringsrunden, så de to hold ikke skulle mødes igen.
| Dato | Kamp                    | Res.  | Pause | Spillested |
| ---- | ----------------------- | ----- | ----- | ---------- |
|      | Brasilien – New Zealand | 44–90 | 22-70 |            |
|      | Ungarn – Israel         | 21–22 | 10-60 |            |
|      | Ungarn – Brasilien      | 17–27 | 08-12 |            |
|      | New Zealand – Norge     | 16–73 | 09-34 |            |
|      | Norge – Israel          | 30–30 | 15-14 |            |
|      | Brasilien – Israel      | 21–21 | 15-70 |            |
|      | Ungarn – New Zealand    | 56–13 | 30-60 |            |
|      | New Zealand – Israel    | 08–55 | 04-28 |            |
|      | Norge – Ungarn          | 27–21 | 12-12 |            |

| Hold        | Kampe | Mål     | Point |
| ----------- | ----- | ------- | ----- |
| Brasilien   | 4     | 117-680 | 7     |
| Israel      | 4     | 128-800 | 6     |
| Norge       | 4     | 151-920 | 5     |
| Ungarn      | 4     | 115-890 | 2     |
| New Zealand | 4     | 046-228 | 0     |

### Placerings- og finalekampe
| Dato                | Kamp                  | Res.                | Pause               | Spillested          |
| Kamp om 11.-pladsen | Kamp om 11.-pladsen   | Kamp om 11.-pladsen | Kamp om 11.-pladsen | Kamp om 11.-pladsen |
| ------------------- | --------------------- | ------------------- | ------------------- | ------------------- |
|                     | Kroatien – Qatar      | 30–20               | 14-50               |                     |
| Kamp om 9.-pladsen  |                       |                     |                     |                     |
|                     | Portugal – Tunesien   | 22–23               | 9-9                 |                     |
| Kamp om 7.-pladsen  |                       |                     |                     |                     |
|                     | Rusland – Grækenland  | 27–22               | 15-13               |                     |
| Kamp om 5.-pladsen  |                       |                     |                     |                     |
|                     | Spanien – Jugoslavien | 23–26               | 12-11               |                     |
| Semifinaler         |                       |                     |                     |                     |
|                     | Danmark – Frankrig    | 18–13               | 8-6                 |                     |
| Sverige – Egypten   | 23–21                 | 14-10               |                     |                     |
| Bronzekamp          |                       |                     |                     |                     |
|                     | Frankrig – Egypten    | 31–32               | 15-13               |                     |
| Finale              |                       |                     |                     |                     |
|                     | Sverige – Danmark     | 22–26               | 09-13               |                     |

| Samlet rangering | Samlet rangering |
| ---------------- | ---------------- |
| Guld             | Danmark          |
| Sølv             | Sverige          |
| Bronze           | Egypten          |
| 4.               | Frankrig         |
| 5.               | Jugoslavien      |
| 6.               | Spanien          |
| 7.               | Rusland          |
| 8.               | Grækenland       |
| 9.               | Tunesien         |
| 10.              | Portugal         |
| 11.              | Kroatien         |
| 12.              | Qatar            |

### Medaljevindere
| Guld | Sølv    | Bronze  |
| --- | ------- | ------- |
| Danmark | Sverige | Egypten |
| Thomas Petersen Mikkel Aagaard Torsten Laen Jørgen Henriksen Andreas Jensen Lars Jørgensen Michael V. Knudsen Lasse Boesen Lars Krogh Jeppesen Bo Spellerberg Peter Marxen Jacob Christensen Jan Sørensen Kristian Gjessing Henrik Sloth Mathias Petersen Træner: Torben Winther Ass. træner: Michael Tind | [[]]    | [[]]    |